# Langerra
Langerra Zabka, 1985 è un genere di ragni appartenente alla Famiglia Salticidae.

## Caratteristiche
Il primo esemplare di L. oculina è stato reperito in una foresta del Vietnam: lungo circa 4 millimetri, il suo cefalotorace era di colore arancio-marrone con una macchia più chiara verso il margine posteriore. La pars cephalica intorno agli occhi mediani è di colore marrone scuro, il resto del pattern oculare ha colorazione nera.
L'opistosoma, di colore grigio, tende ad essere più scuro nella parte posteriore. Le prime due paia di zampe sono di colore arancione con i tarsi gialli alquanto vivaci: le altre paia presentano colori più smorti.

## Distribuzione
Le due specie oggi note di questo genere sono state rinvenute in Cina e in Vietnam.

## Tassonomia
L. oculina è nota solo attraverso il reperimento di esemplari femminili, mentre di L. longicymbia è noto un solo esemplare maschile.
A giugno 2011, si compone di due specie:
- Langerra longicymbia Song & Chai, 1991 — Cina
- Langerra oculina Zabka, 1985[3] — Cina, Vietnam